# Franska revolutionskrigen
Franska revolutionskrigen, ibland endast revolutionskrigen, var de krig som den efter franska revolutionen nyblivna Franska republiken förde mot monarkierna Storbritannien, Österrike, Preussen, Spanien, Ryssland och Sardinien i olika konstellationer. Det varade från krigsutbrottet mellan den franska revolutionsregeringen och Österrike 1792 till freden i Amiens 1802. Det delas vanligen in i första koalitionskriget 1792–1797 och andra koalitionskriget 1798–1801, om än Frankrike låg i krig med Storbritannien kontinuerligt från 1793 till 1802.
Kriget utmärktes av den franska revolutionära ivern, nya militära uppfinningar och fälttåg i sällan tidigare skådade proportioner i och med användandet av moderna värnpliktsarméer.
Benämningen franska revolutionskrigen innefattar stundom även de påföljande Napoleonkrigen.

## Första koalitionskriget
Redan 1791 såg monarkierna i Europa med oro på utvecklingen i Frankrike och funderade på om de skulle ingripa, antingen till stöd för Ludvig XVI eller dra fördel av kaoset i Frankrike. Den 27 augusti förklarade den habsburgske kejsaren Leopold II, bror till Marie-Antoinette, och kung Fredrik Vilhelm II av Preussen att det låg i Europas monarkiers intresse att Ludvig och hans familj inte skadades och hotade med konsekvenser om något skulle hända dem. Trots att Leopold avsåg att med detta kunna undvika krig sågs det av revolutionsledarna som ett allvarligt hot.
Till slut var det Frankrike som förklarade krig mot Österrike först genom att lagstiftande församlingen röstade för det den 20 april 1792. Utrikesminister Dumouriez hade förberett en omedelbar invasion av Österrikiska Nederländerna, men revolutionen hade gjort armén oorganiserad och soldaterna flydde vid första tecknet på strid. Medan revolutionsregeringen försökte samla ihop en ny armé samlades en preussisk armé under hertigen av Braunschweig vid Koblenz nära Rhen. Invasionen började i juli och Braunschweigs armé tog lätt forten i Longwy och Verdun. Braunschweig proklamerade då i Braunschweig-manifestet att de skulle återinsätta kungen vid makten och alla som gjorde motstånd skulle dömas till döden. Detta hade effekten att det motiverade revolutionsarmén och regeringen till motstånd med alla tänkbara medel och ledde till att kungen störtades då en folkmassa stormade Tuilerierna.
Invasionen fortsatte men vid Valmy den 20 september stannade den upp efter ett oavgjort slag mot Dumouriez och Kellermanns styrkor. Detta höjde den franska moralen och preussarna, som tyckte att invasionen hade blivit längre och kostsammare än de räknat med, drog tillbaka sina trupper från Frankrike. Under tiden hade fransmännen varit framgångsrika på flera andra fronter; de ockuperade Savojen och Nice i Italien och general Custine invaderade Tyskland och nådde så långt som till Frankfurt. Dumouriez gick återigen på offensiven i Belgien och vann en stor seger över österrikarna vid Jemappes den 6 november och ockuperade hela landet vid vinterns början.
Den 21 januari 1793 avrättades Ludvig XVI av revolutionsregeringen efter en rättegång. Detta enade hela Europa, däribland Spanien, Neapel och Nederländerna mot Frankrike. Även Storbritannien som inledningsvis var välvilligt inställd till nationalförsamlingen, anslöt sig till den första koalitionen.
Frankrike svarade med att börja använda värnplikt för att kunna använda större del av sina manskapsresurser än de aristokratiska staterna kunde och genom att fortsätta vara offensiva kunde de erövra krigsmateriel från de erövrade territorierna. Frankrike hade inledningsvis motgång och drevs ut ur Belgien och revolter startade i väster och söder. Under slutet av 1793 hade den nya stora armén och ett hårt undertryckande av de inre stridigheterna, bland annat med massavrättningar, fått ett slut på invasionerna och slagit ner revolterna. Under 1794 gick det allt bättre för revolutionsarmén. En invasion av Piemonte misslyckades, men genom en invasion av Spanien över Pyrenéerna intogs San Sebastián och efter den franska segern i slaget vid Fleurus ockuperade de hela Belgien och Rhenlandet. Efter en överraskande attack vintern 1795 intog Frankrike Nederländerna och upprättade Bataviska republiken som en marionettstat. Vidare beslutade sig både Spanien och Preussen att söka fred. I freden i Basel övergick området väster om Rhen från Preussen till Frankrike och fransmännen kunde dra bort sina arméer från Pyrenéerna. Detta avslutade den stora krisen och Frankrike skulle vara fritt från invaderade arméer under många år framöver.
Storbritannien försökte förstärka rebellerna i Vendée men misslyckades och försöken att störta regeringen i Paris med våld stoppades av en garnison ledd av Napoleon Bonaparte vilket ledde till upprättandet av direktoriet. På Rhenfronten förhandlade general Pichegru med rojalister i exil och förrådde sin armé vilket ledde till evakueringen av Mannheim och Jourdans misslyckande i belägringen av Mainz. Under 1796 genomförde Frankrike en offensiv på tre fronter med Jourdan och Moreau vid Rhen och Bonaparte i Italien. De tre arméerna skulle sen mötas i grevskapet Tyrolen och marschera mot Wien. Jourdan och Moreau avancerade snabbt genom Tyskland och Moreau nådde Bayern och Tyrolens gräns i september 1796. Men Jourdan besegrades av ärkehertig Karl och båda arméerna tvingades dra sig tillbaka över Rhen. Napoleon, å andra sidan, var framgångsrik i sin invasion av Italien. Han delade på Sardiniens och Österrikes arméer och besegrade dem i grunden och tvingade fram en fred med Sardinien. Han intog också Milano och belägrade Mantua och besegrade två österrikiska arméer under Wurmser och Alvinczy medan belägringen pågick.
Upproret i Vendée slogs till slut ner 1796 av Hoche, men Hoches försök att landsätta en stor invasionsstyrka på Irland misslyckades. Napoleon intog till slut Mantua 1797 där österrikarna kapitulerade med 18 000 man. Ärkehertig Karl kunde inte stoppa Napoleon från att invadera Tyrolen och den österrikiska regeringen sökte fred i april samtidigt som en ny fransk invasion av Tyskland under Moreau och Hoche. Österrike skrev under freden i Campo Formio i oktober 1797 och uppgav där Belgien till Frankrike och erkände fransk kontroll av Rhenlandet och stora delar av Italien. Den antika Republiken Venedig delades mellan Österrike och Frankrike. Detta avslutade det första koalitionskriget trots att Storbritannien var kvar i kriget.

## Napoleon i Egypten
Med bara Storbritannien kvar att slåss mot och en för svag flotta för ett direkt krig valde Napoleon en invasion av Egypten 1798, vilket tillfredsställde både hans egna ärelystna mål och direktoriets önskan att ha honom långt från Paris. Det militära målet med expeditionen är inte helt klart, men det kan ha varit ett sätt att hota den brittiska dominansen i Indien. Napoleon seglade från Toulon till Alexandria, intog Malta på vägen, och landade i juni 1798. På marschen till Kairo vann han en stor seger i slaget vid pyramiderna. Men efter Nelsons seger i slaget vid Nilen strandsattes fransmännen i Egypten och tillbringade resten av året åt att stärka sin position.
Den franska regeringen drog också fördel av interna stridigheter i Schweiz för att invadera och upprätta den Helvetiska republiken och annektera Genève. I augusti och september 1798 landsattes en styrka på Irland men den besegrades efter några inledande framgångar. Franska trupper avsatte också påven och etablerade en republik i Rom. I januari 1799 begav sig Napoleons styrkor mot Syrien för att möta de turkiska styrkor som var på väg därifrån. Napoleon fick dock dra sig tillbaka till Egypten efter att inte lyckats inta fortet vid Acre. Med egyptenkampanjen i stagnation och politisk instabilitet i hemma, valde Napoleon att återvända till Paris i augusti 1799 och lyckades på något sätt ta sig förbi den brittiska blockaden. Fransmännen stannade i Egypten till augusti 1801 då de tvingades kapitulera till britterna.

## Andra koalitionskriget
Storbritannien och Österrikes formerade, nu tillsammans med Ryssland, en ny koalition mot Frankrike 1798. De allierade gick till attack i Italien och Nederländerna under 1799. Den ryske generalen Aleksandr Suvorov orsakade fransmännen flera nederlag i Italien och drev dem tillbaka mot Alperna. Men de allierade var mindre framgångsrika i Nederländerna där britterna retirerade och i Schweiz där den ryska armén blev fullständigt besegrad i andra slaget vid Zürich. Napoleon, som nyss hade kommit tillbaka från Egypten, utnyttjade sin popularitet och stöd från armén för att genomföra en kupp och göra sig själv till förste konsul, ledare för den franska regeringen. Han skickade Moreaus armé till Tyskland och reste själv till Dijon för att samla en ny armé och marschera genom Schweiz för att attackera österrikarna i Italien i ryggen. Efter att knappt ha undgått nederlag besegrades österrikarna vid Marengo och norra Italien ockuperades åter av Frankrike.
Under tiden invaderade Moreau Bayern och vann ett stort slag vid Hohenlinden. Moreau fortsatte mot Wien och österrikarna tvingades på nytt ingå ett fredsavtal med Frankrike, den så kallade freden i Lunéville. Storbritannien fortsatte kriget till sjöss. En koalition av icke-stridande, bland andra Preussen, Ryssland, Danmark-Norge och Sverige, slöt sig samman för att skydda den neutrala sjötrafiken från britternas blockad. Detta ledde 1801 till Nelsons överraskande attack på den danska flottan i slaget vid Köpenhamn. 1802 skrev britterna under freden i Amiens vilket avslutade kriget och erkände Frankrikes erövringar. Freden varade emellertid inte länge utan Napoleonkrigen bröt ut redan 1803.

## Resultat
Den första franska republiken hade startat från en prekär position nära ockupation och kollaps, men hade besegrat alla sina fiender och producerat en revolutionsarmé som det skulle ta de andra länderna år att matcha. Med erövringen av området väster om Rhen och dominansen i Nederländerna, Schweiz och Italien hade de uppnått alla de territoriella mål som hade gäckat Valois- och Bourbonmonarkerna i århundraden.